# Строкатий пастушок
Строкатий пастушок (Pardirallus) — рід журавлеподібних птахів родини пастушкових (Rallidae). Представники цього роду мешкають в Мексиці, Центральній і Південній Америці та на Карибах.

## Види
Виділяють три види:. 
- Пастушок строкатий (Pardirallus maculatus)
- Пастушок світлогорлий (Pardirallus nigricans)
- Пастушок аргентинський (Pardirallus sanguinolentus)

Відомий також викопний вид Pardirallus lacustris, знайдений у відкладеннях часів пізнього пліоцену (п'яченцький ярус) в Айдахо, США.

## Етимологія
Наукова назва роду Pardirallus походить від сполучення слова дав.-гр. παρδος — леопард і Пастушок (Rallus Linnaeus, 1785).